# Kurpark

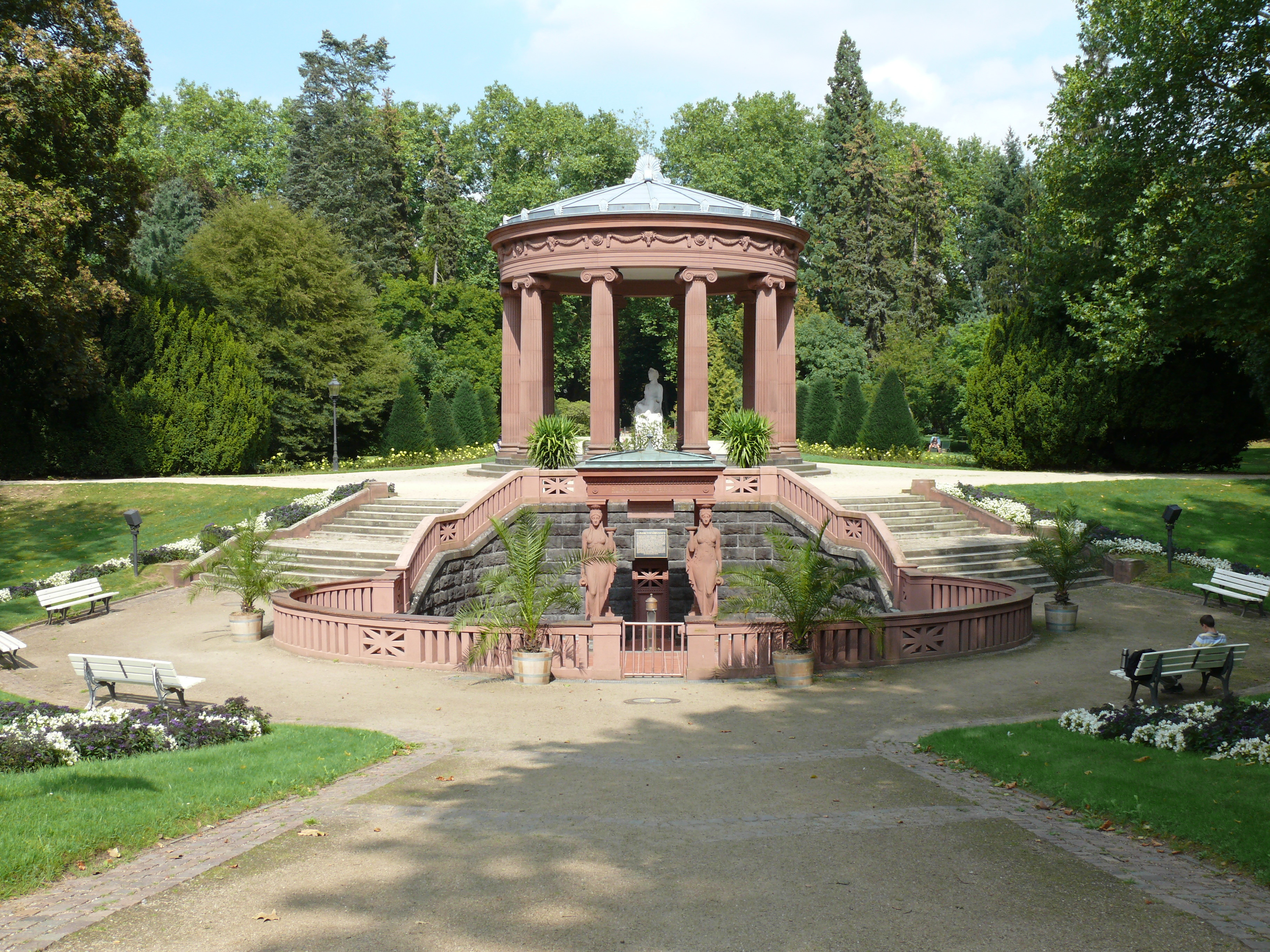
Kurpark Bad Homburg

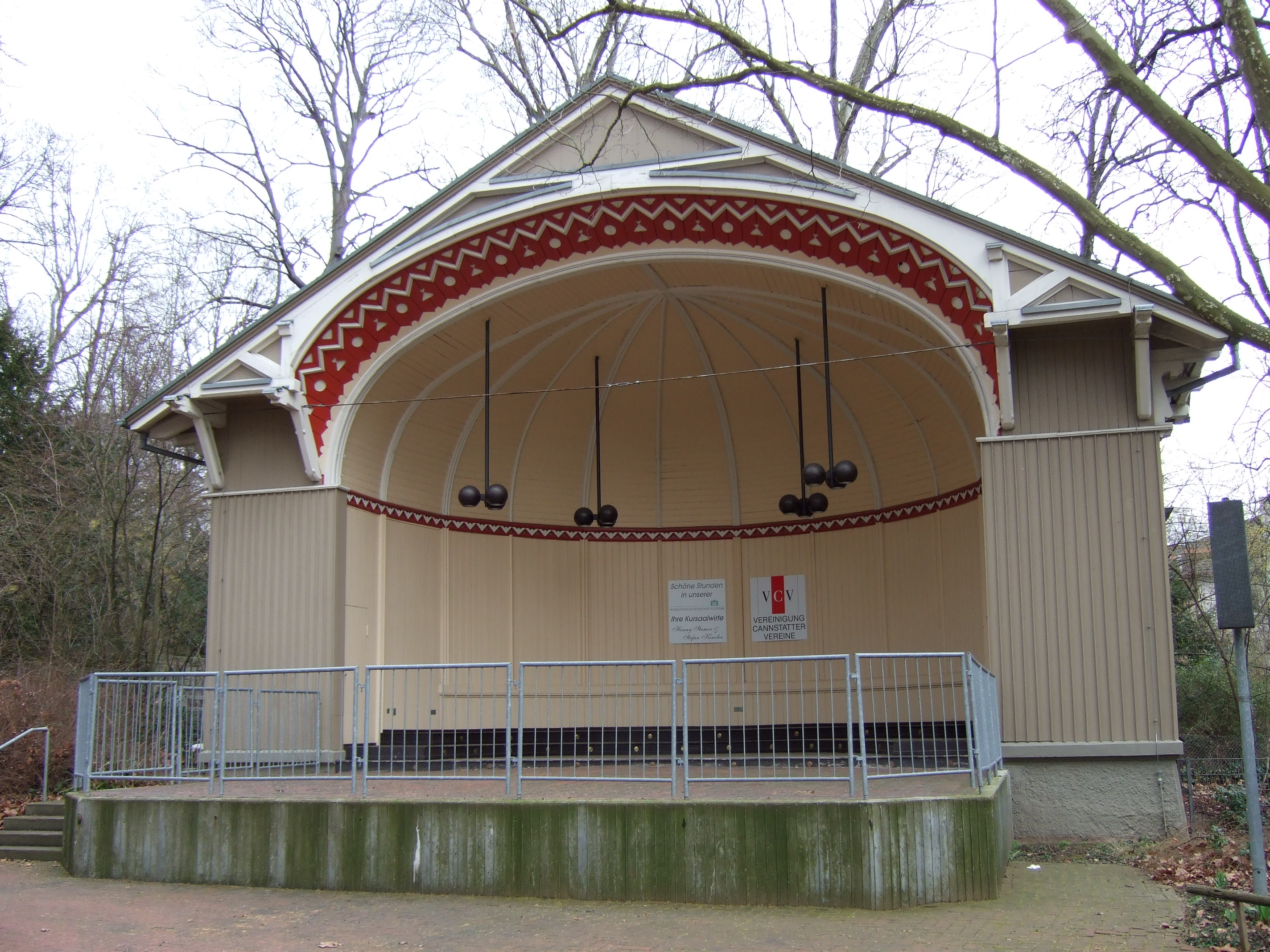
Konzertmuschel im Kurpark Bad Cannstatt

Ein Kurpark ist ein innerstädtischer Park, der einerseits wie ein reiner Landschaftspark nach
Vorstellungen der Gartenkunst und Landschaftsarchitektur angelegt ist, jedoch in Abgrenzung als wesentliche Elemente Kurhaus mit Trinkhalle, Badehaus, Brunnenhaus und Konzertmuschel, häufig auch einen Musentempel (meist in Form eines Monopteros) und einen Wandelgang aufweist und somit Element einer Kureinrichtung wird. Er soll Rückzugsmöglichkeiten bieten, kombiniert mit der Erfahrung, die Natur in einem gestalteten Raum kennenzulernen.

## Geschichte

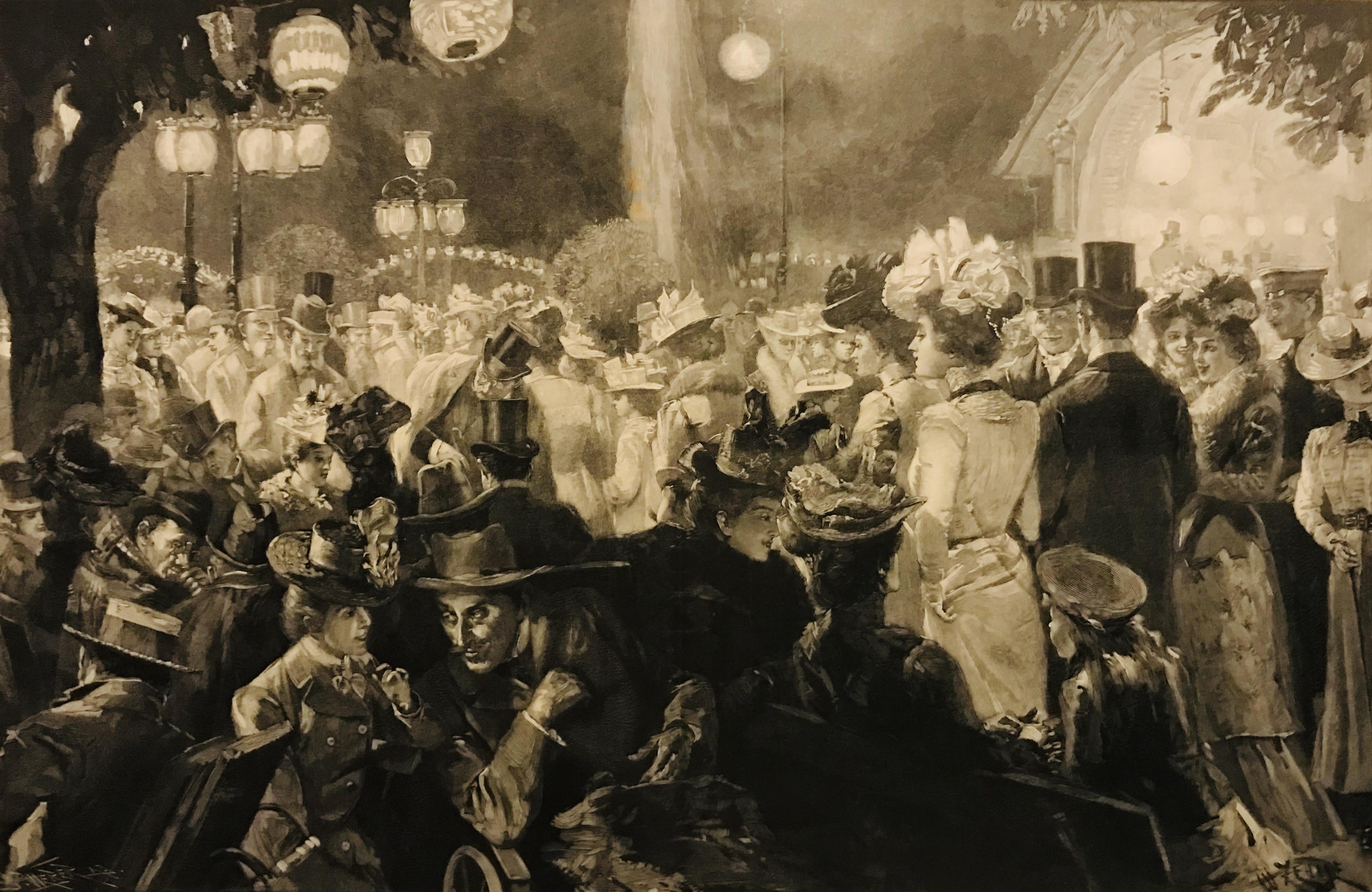
Werner Zehme: Promenadenconcert im Curgarten zu Wiesbaden, 1900, Fotografie einer Originalzeichnung von Zehme aus der Illustrierten Zeitung vom 20. September 1900

Bereits in der Antike war die medizinische Wirkung heißer Quellen bekannt. Die römischen Thermen waren oft in eine parkähnliche Anlage eingebunden. Auch entstanden die ersten antiken Kurorte. In Deutschland wurden im ersten nachchristlichen Jahrhundert die Kurorte Aachen, Wiesbaden, Baden-Baden und Badenweiler gegründet.
Die ersten modernen Kurpark-Anlagen sind in Europa im 17. Jahrhundert entstanden. Als einer der ersten wurde 1665 in Bad Driburg durch Ferdinand von Fürstenberg eine Allee zur eingefassten Quelle angelegt.
Im Jahr 1737 ließ Balthasar Neumann in Bad Kissingen im Auftrag des damaligen Landesherrn, des Würzburger Fürstbischofs Friedrich Karl von Schönborn-Buchheim, einen zentralen Kurgarten anlegen, der in der zweiten Hälfte des 19. Jahrhunderts im Auftrag von König Maximilian II. durch den Hofgärtner Jacob Ickelsheimer jenseits der Fränkischen Saale zu einem Kurpark („Luitpoldpark“) erweitert wurde.
In Badenweiler wurde 1758 auf Anregung von Karl-Friedrich Markgraf von Baden mit der Pflanzung einer Nußbaumallee ein Kurpark angelegt.
In Deutschland erfordert das Prädikat Bad nach dem Kurortegesetz einen angemessenen Kurpark. Einige bekannte Kurparks gehören zum European Garden Heritage Network.

## Bekannte Kurparks
In Deutschland:
- Baden-Baden
- Bad Brambach (1912, ca. 16 ha)
- Bad Brückenau (ca. 1759)
- Bad Cannstatt (15 ha)
- Bad Düben (1846, ca. 8 ha)
- Bad Dürkheim (1930, ca. 8 ha)
- Bad Elster
- Bad Hamm (ca. 1882, 66 ha)
- Bad Hersfeld (ca. 6,5 ha)
- Bad Homburg (44 ha)
- Bad Kissingen (ca. 1838)
- Königsborn
- Bad Krozingen (40 ha)[1]
- Bad Lobenstein (ca. 1868)
- Malente (1962, 56 ha)
- Bad Nauheim (15 ha ohne Teich)
- Bad Neuenahr-Ahrweiler (1858, 4,2 ha)
- Bad Pyrmont
- Bad Oeynhausen (1853)
- Bad Reichenhall (4 ha)
- Bad Salzuflen (120 ha)
- Bad Wildungen (mit 50 ha der größte Kurpark Europas)
- Bad Wildbad
- Badenweiler (1758, 22 ha mit Resten einer römischen Badanlage)
- Wiesbaden (1857, 7,5 ha)
- Wilhelmshaven (17 ha)
- Gräflicher Park Bad Driburg (1665, 27 ha)

In der Schweiz:
- Kurpark (Baden) (1875)

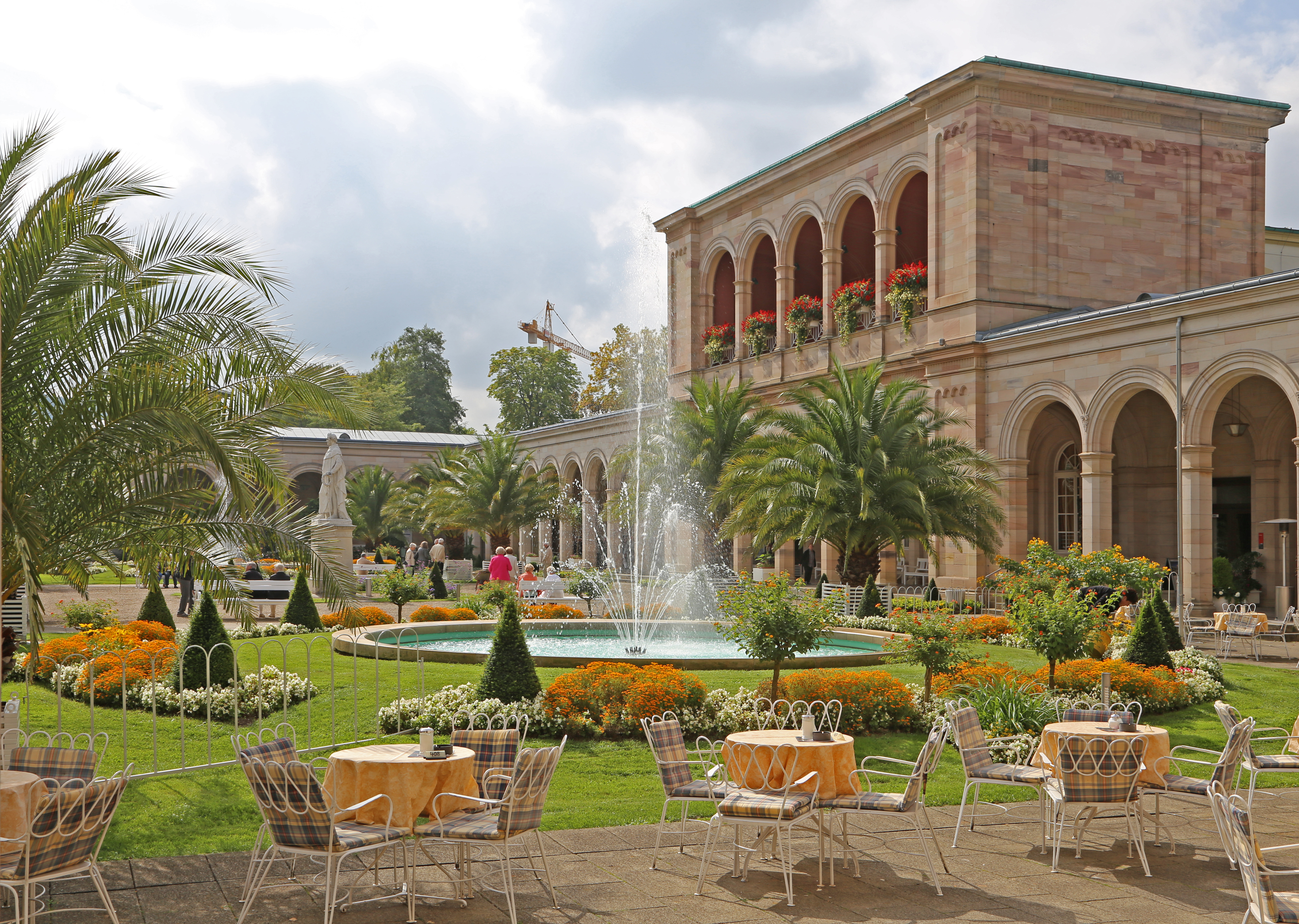
Kurgarten mit Arkadenbau in Bad Kissingen
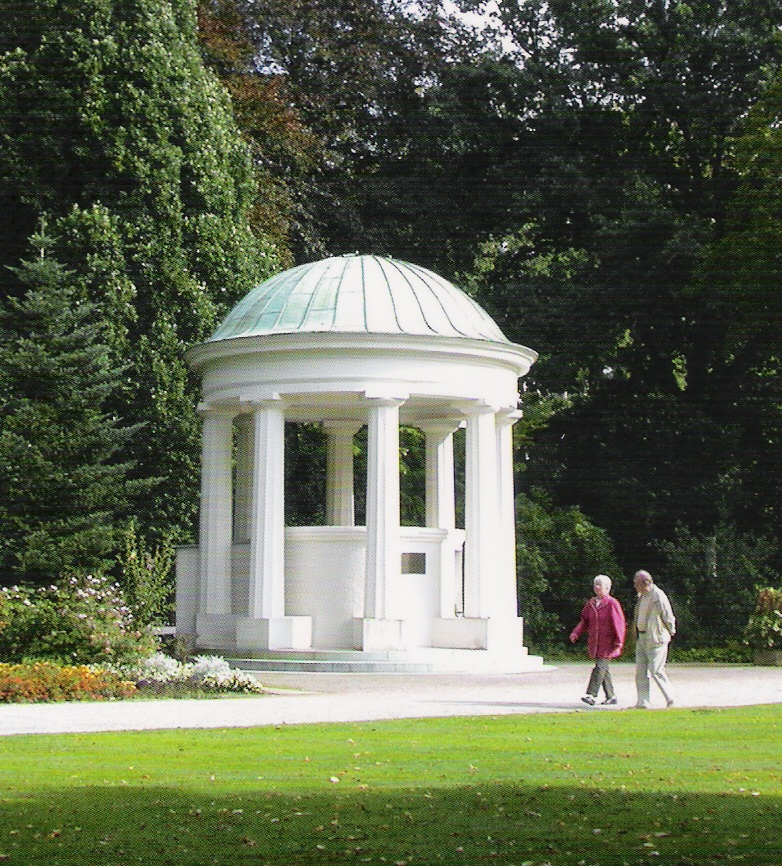
Bad Salzuflen
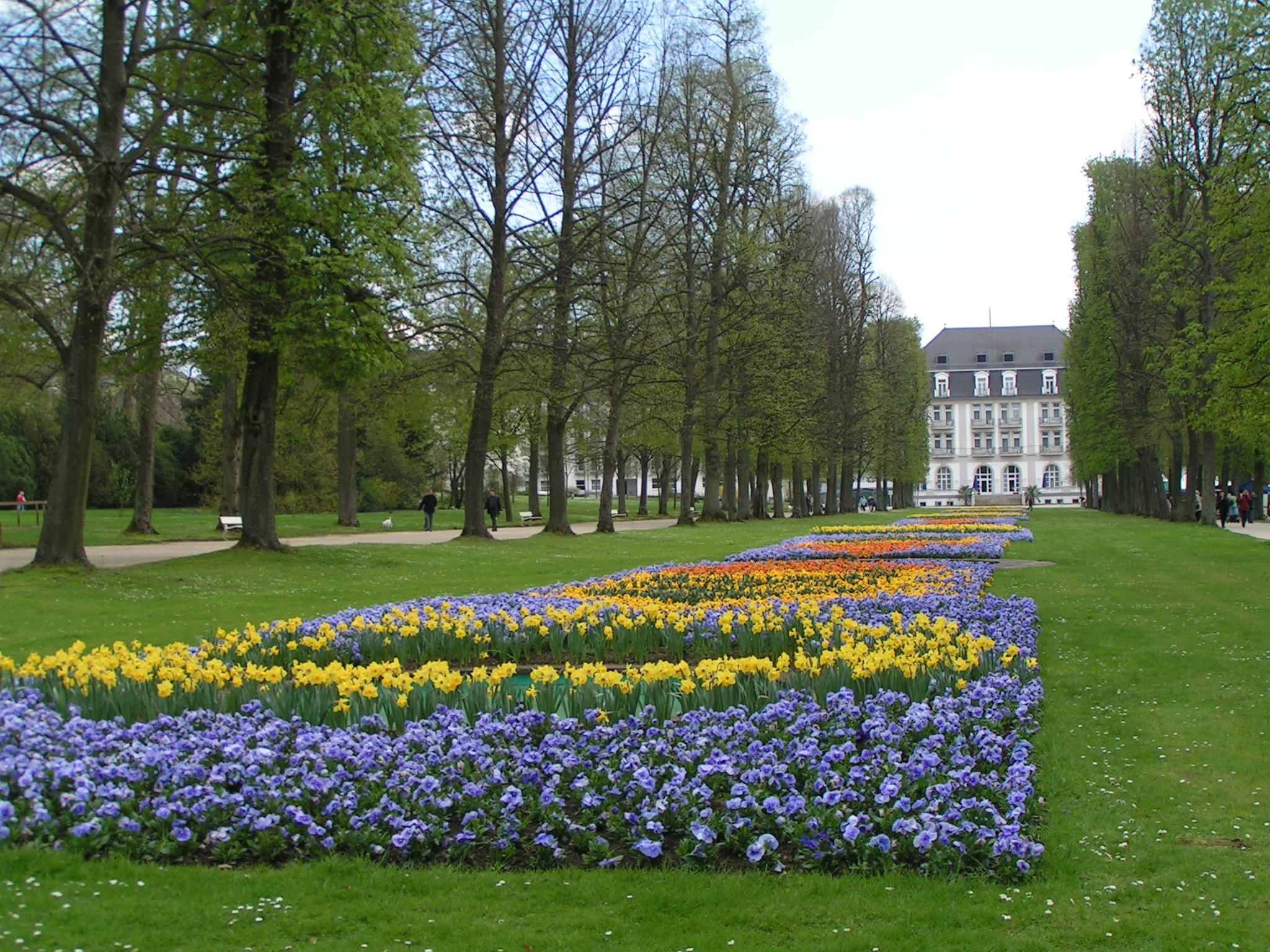
Kurpark Bad Pyrmont
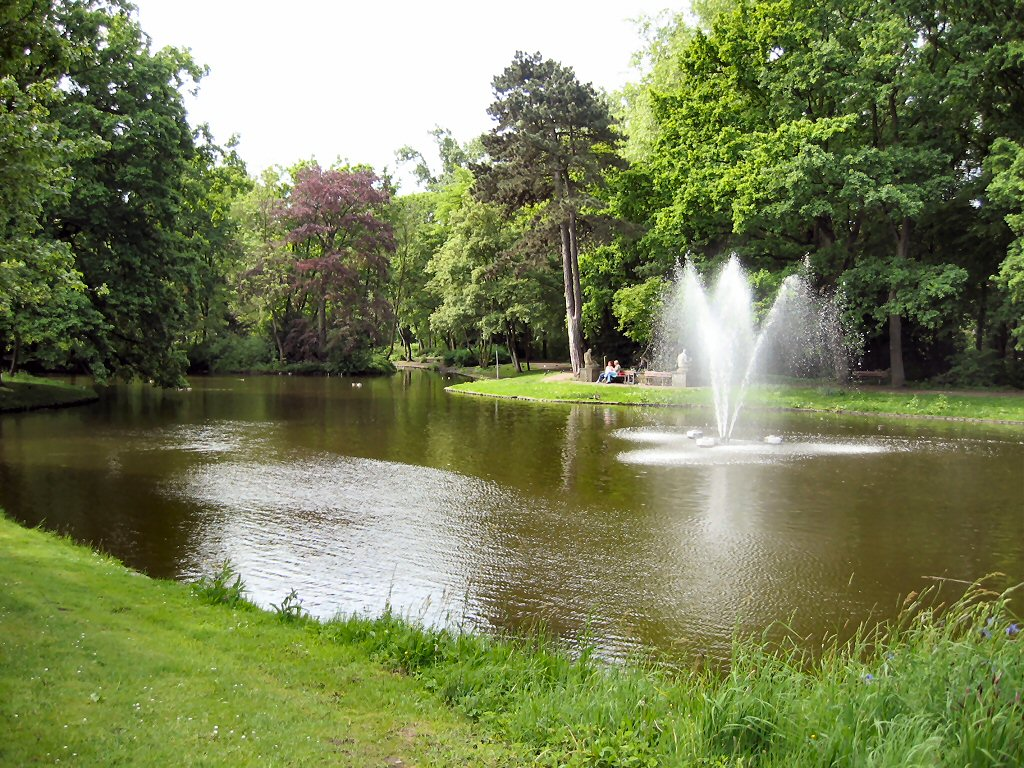
Kurpark Wilhelmshaven
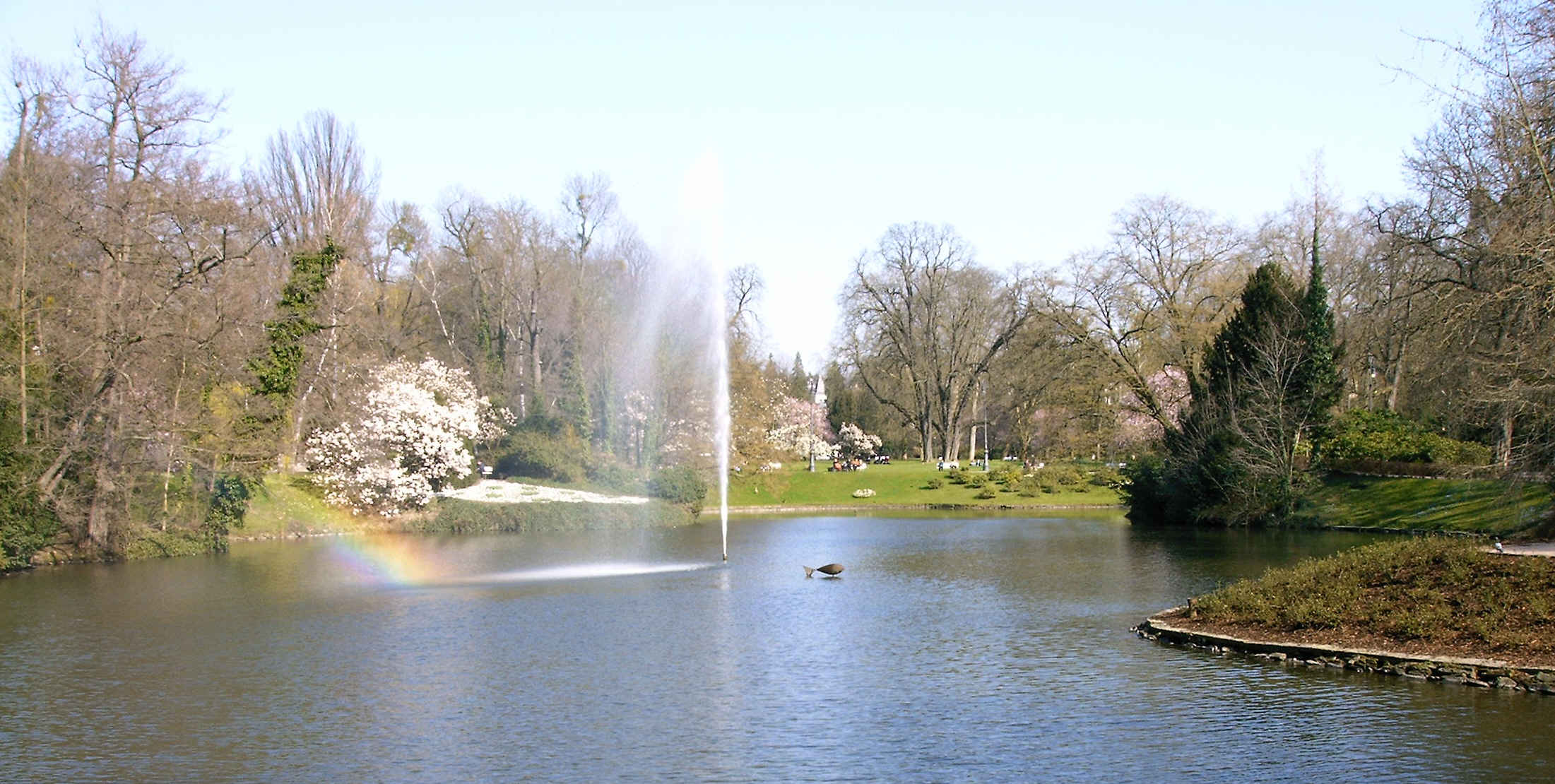
Kurpark Wiesbaden
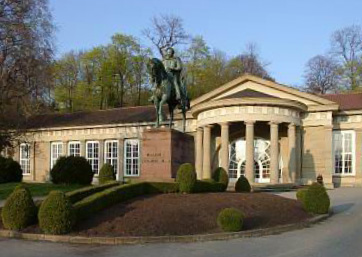
Kursaal Bad Cannstatt
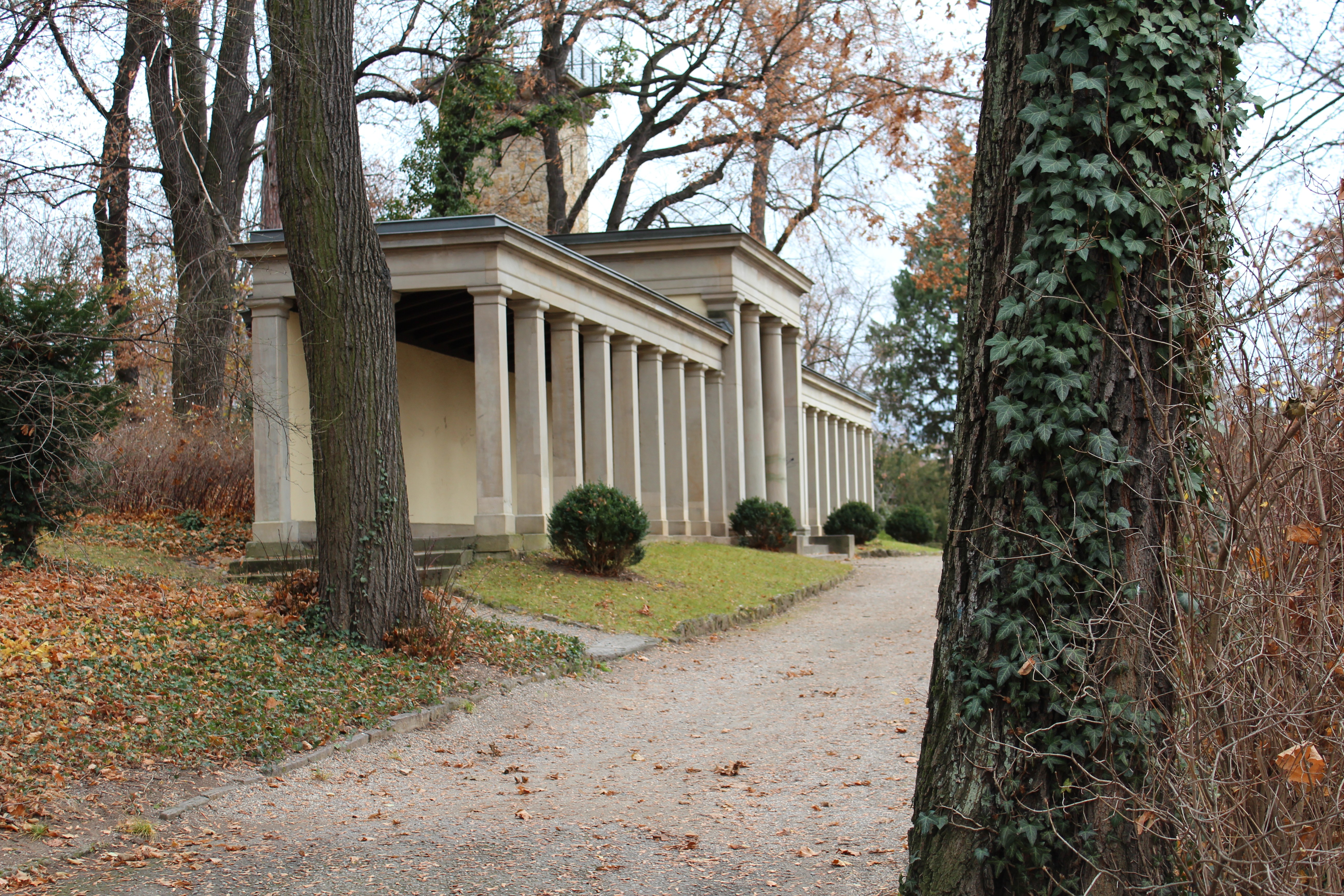
Wandelhalle Bad Cannstatt
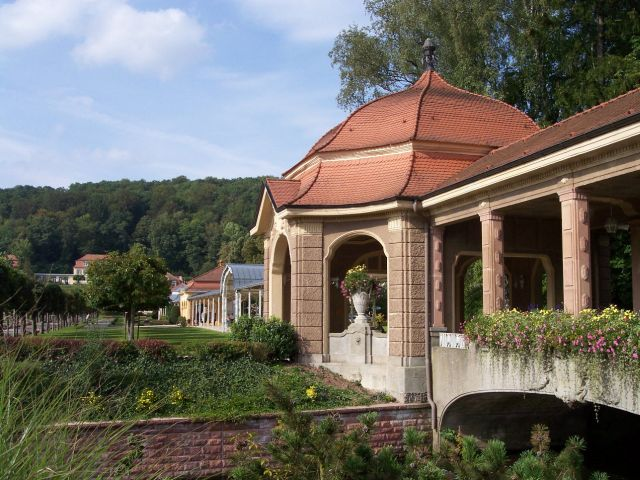
Wandelgang in Bad Brückenau
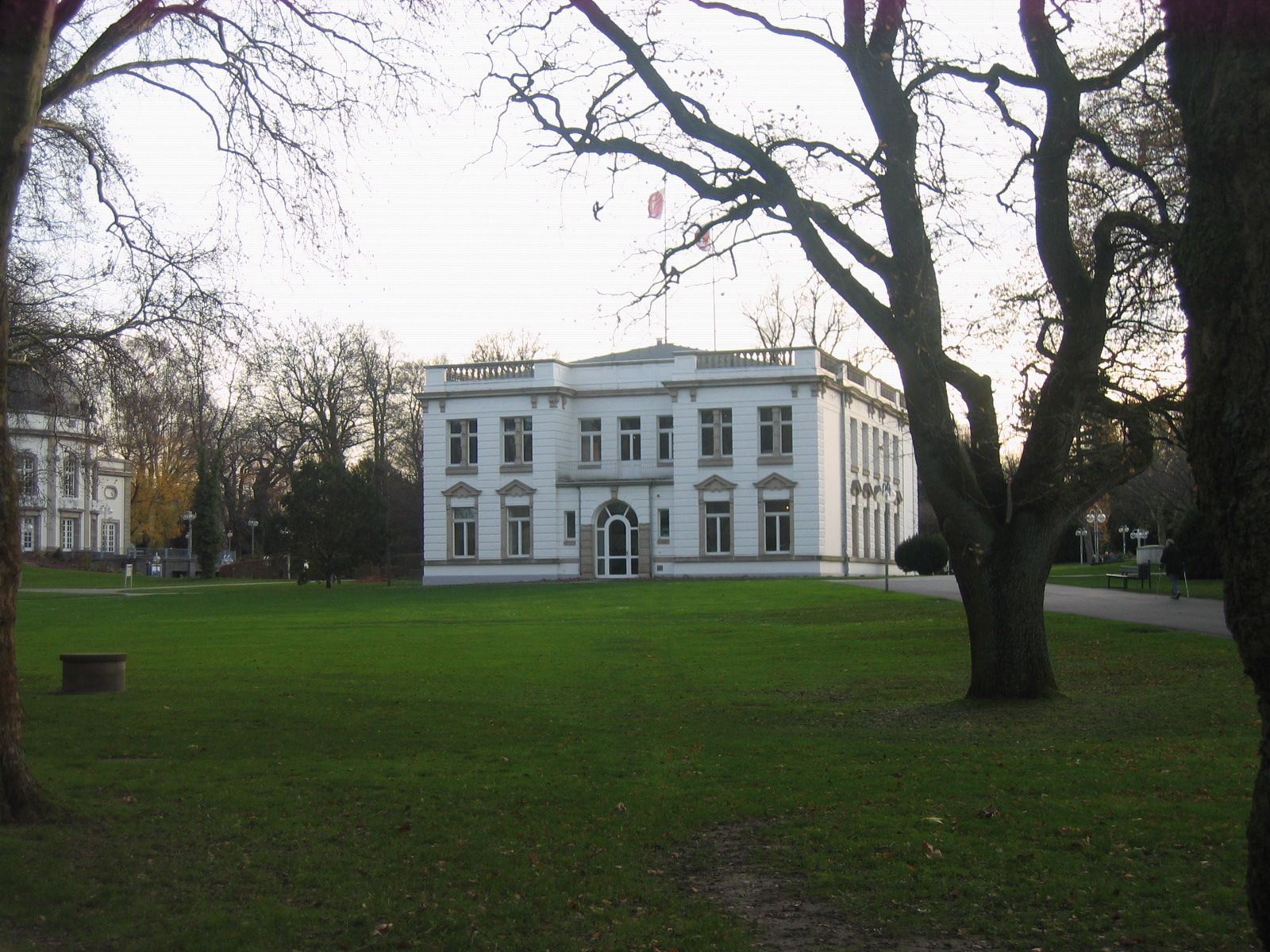
Bad Oeynhausen
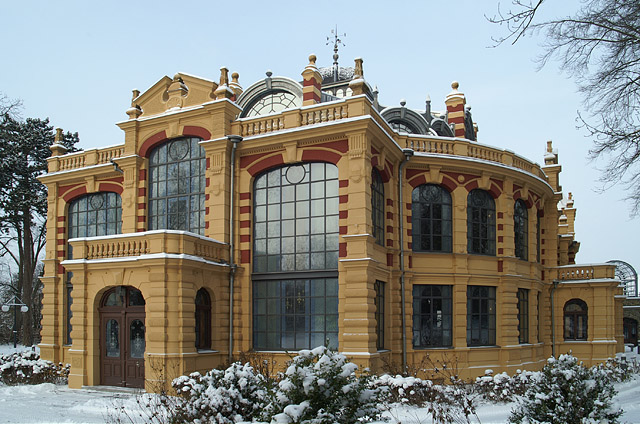
Kurhaus Göggingen
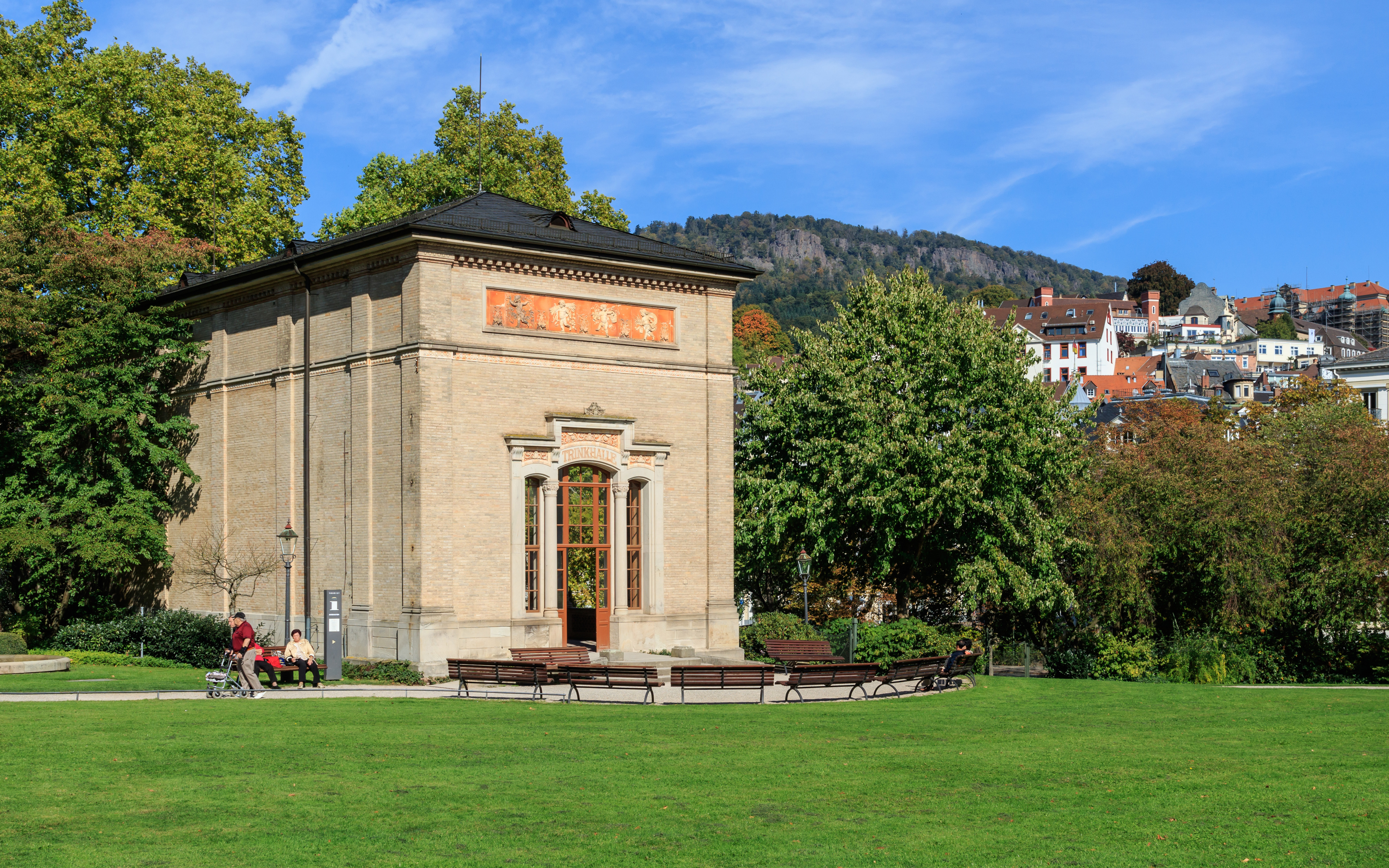
Trinkhalle Baden-Baden
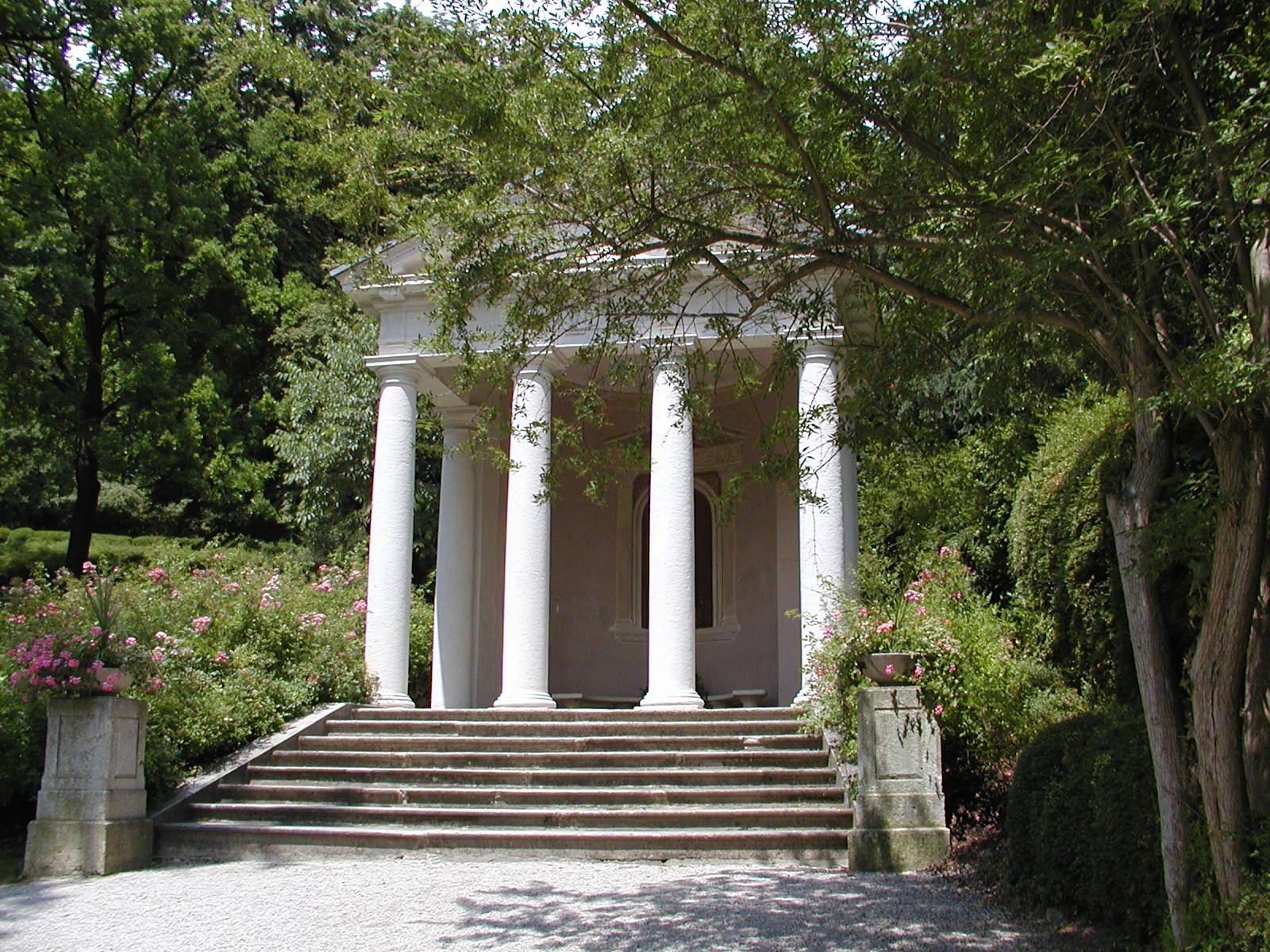
Mozarttempel im Kurpark Baden bei Wien, Österreich
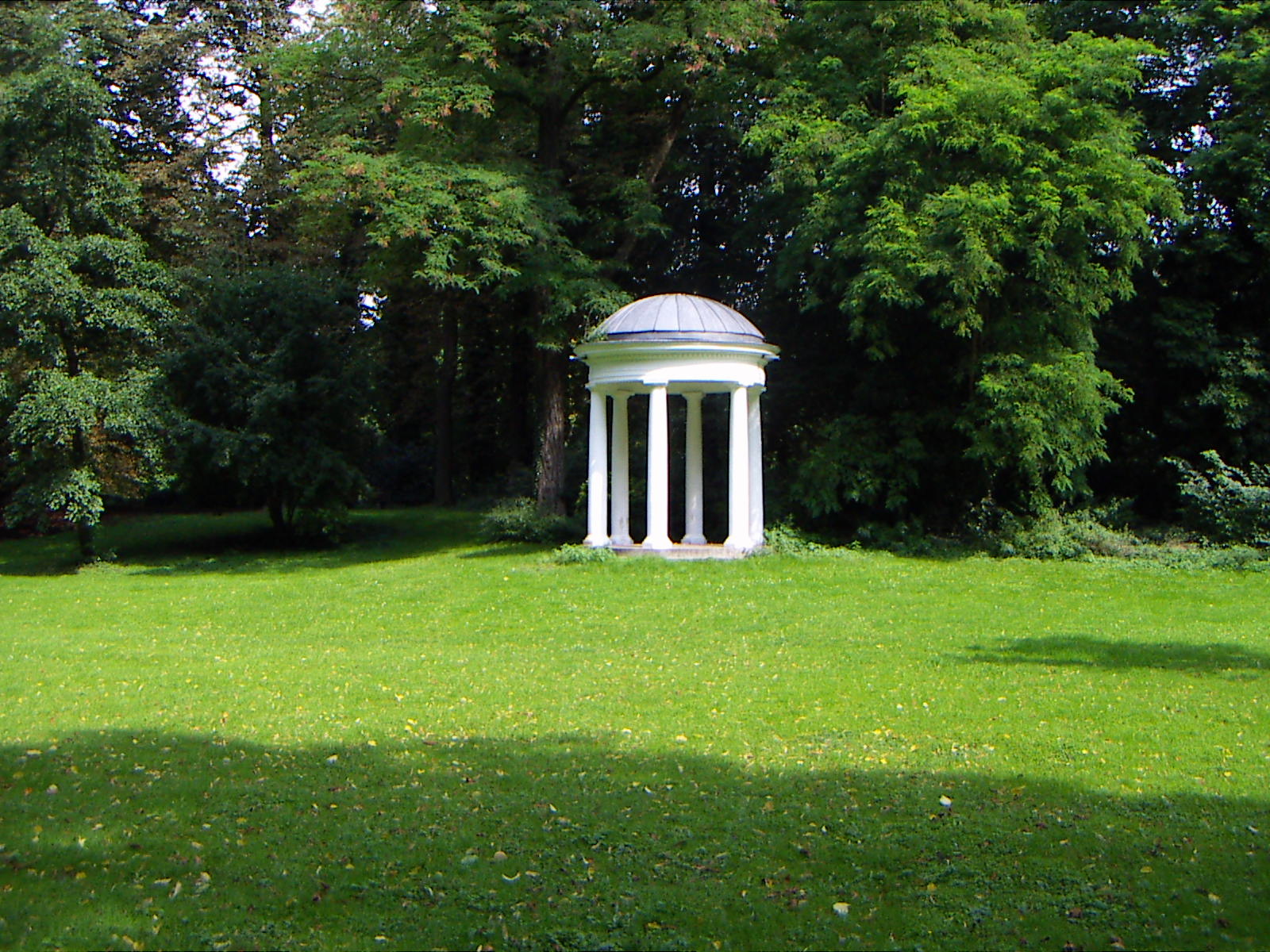
Königsborn (Unna)
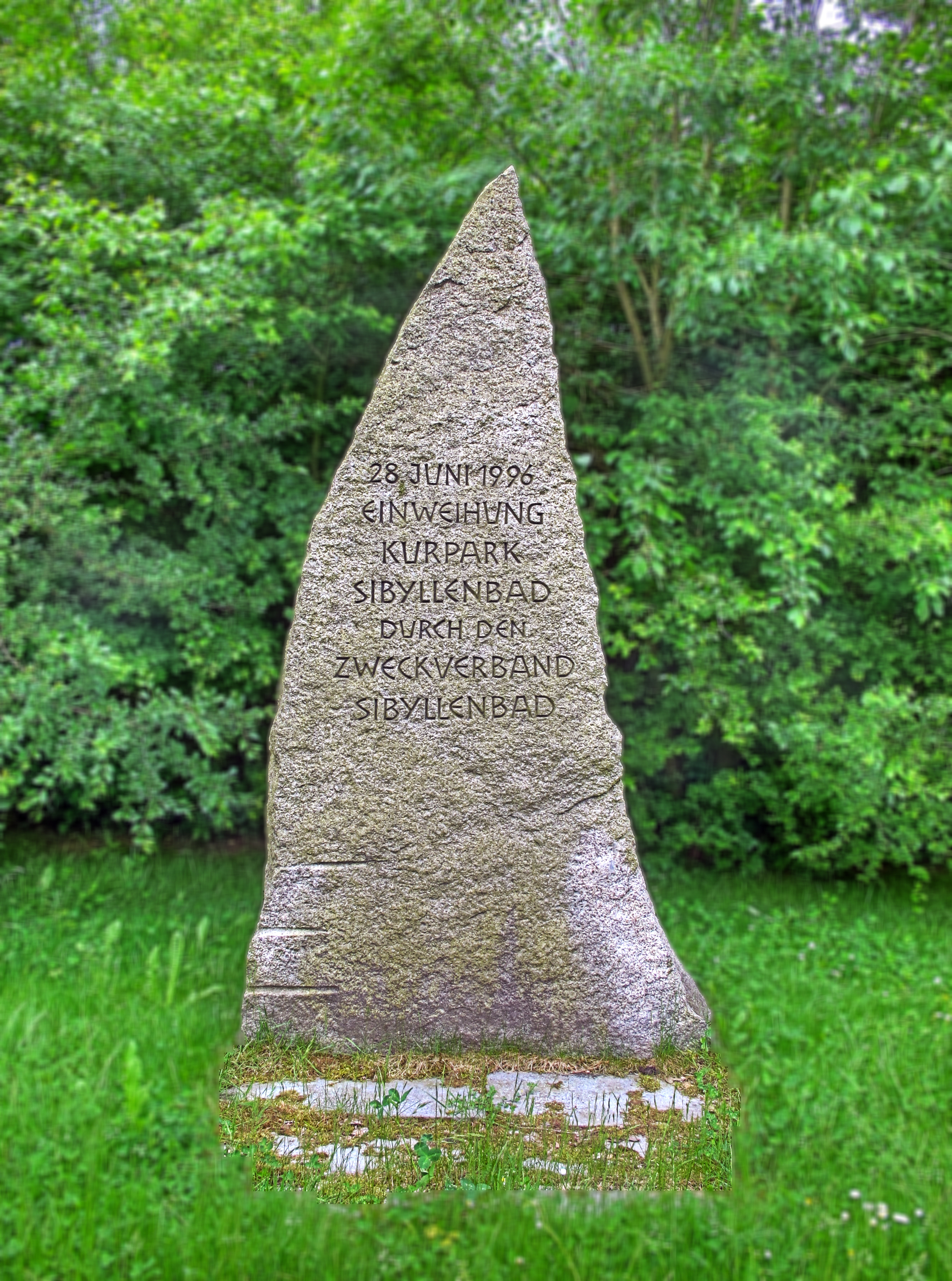
Gedenkstein zur Kurparkeinweihung des Sibyllenbads ⊙
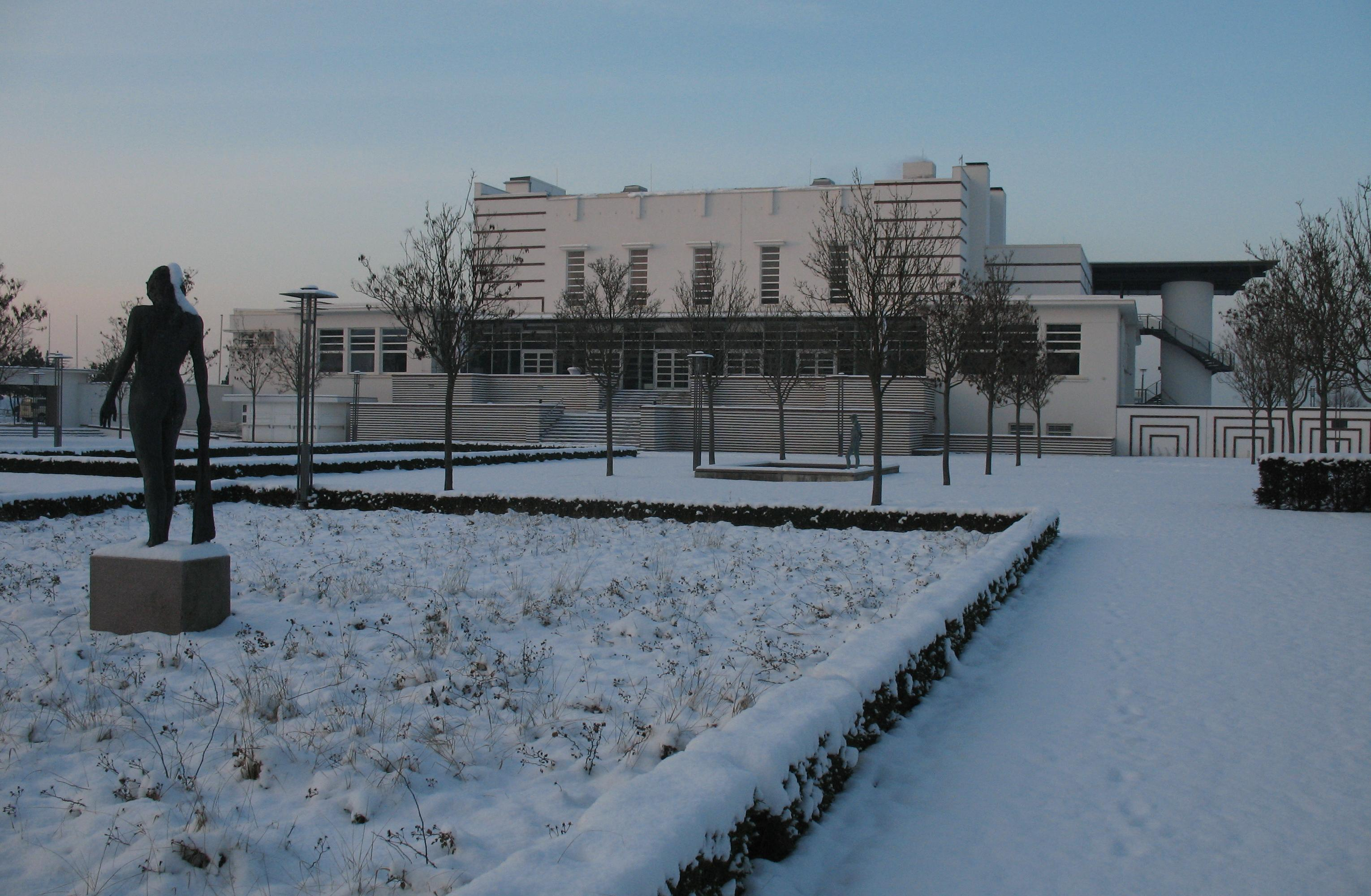
Kurgarten und Kurhaus in Warnemünde